# Космос-106
Космос-106 — советский космический аппарат, первый из девятнадцати ДС-П1-И.